# Heideland (Brandenburgia)
Heideland – gmina w Niemczech w kraju związkowym Brandenburgia, w powiecie Elbe-Elster, wchodzi w skład urzędu Elsterland.